# Freue dich, erlöste Schar
Freue dich, erlöste Schar (in tedesco, "Rallegrati, folla redenta") BWV 30 è una cantata di Johann Sebastian Bach.

## Storia
La cantata Freue dich, erlöste Schar venne composta da Bach a Lipsia intorno al 1738 per la festa di San Giovanni Battista e fu eseguita il 24 giugno dello stesso anno. Il testo del primo movimento è di Johann Olearius, mentre i rimanenti sono probabilmente di Christian Friedrich Henrici.
Parte del materiale tematico deriva dalla cantata Angenehmes Wiederau BWV 34a.

## Struttura
La cantata è scritta per soprano solista, contralto solista, tenore solista, basso solista, coro, tromba I, II e III, timpani, flauto I e II, oboe I e II, oboe d'amore, violino I e II, viola, organo e basso continuo ed è suddivisa in dodici movimenti:
1. Coro: Freue dich, erlöste Schar, per tutti.
2. Recitativo: Wir haben Rast, per basso e continuo.
3. Aria: Gelobet sei Gott, gelobet sein Name, per basso, archi e continuo.
4. Recitativo: Der Herold kömmt und meldt den König an, per contralto e continuo.
5. Aria: Kommt, ihr angefochtnen Sünder, per contralto, flauto, archi e continuo.
6. Corale: Eine Stimme lässt sich hören, per coro e orchestra.
7. Recitativo: So bist du denn, mein Heil, bedacht, per basso, oboi e continuo.
8. Aria: Ich will nun hassen, per basso, oboe d'amore, violino solo, archi e continuo.
9. Recitativo: Und obwohl sonst der Unbestand, per soprano e continuo.
10. Aria: Eilt, ihr Stunden, kommt herbei, per soprano, violini e continuo.
11. Recitativo: Geduld, der angenehme Tag, per tenore e continuo.
12. Coro: Freue dich, geheilgte Schar, per tutti.